# Mhlangatane
Mhlangatane là một inkhundla của Eswatini, nằm ở vùng Hhohho. Vào năm 2007, dân số của nó là 22.421 người.